# Woldstedtius nigrolineatops
Woldstedtius nigrolineatops är en stekelart som först beskrevs av Bauer 1981.  Woldstedtius nigrolineatops ingår i släktet Woldstedtius och familjen brokparasitsteklar. Inga underarter finns listade i Catalogue of Life.